# Historia del uniforme del América de Cali
Desde sus inicios el América de Cali adoptó diversos colores para su uniforme antes de dejar el color rojo definitivo, el primer equipo usó los colores blanco y azul, posteriormente se usaron el rojo y el azul, cuando pasó a llamarse América se definió como primer uniforme la camiseta roja y pantaloneta blanca y como segundo la camiseta blanca con pantaloneta roja, éste uniforme se utilizó desde 1927 hasta 1931.
Desde 1931 se conserva el color rojo tanto para la camiseta como para pantaloneta y medias, el uniforme alternativo se definió como blanco totalmente pero en ocasiones usando la pantaloneta roja, durante algunas torneos de los años 40 y 50 se utilizaron algunos modelos conmemorativos en el uniforme alternativo, entre ellos uno similar al uniforme alternativo de la selección Valle, camisa blanca con una banda roja descendente de izquierda a derecha y pantaloneta roja. A partir de 1992 se oficializó el uniforme visitante completamente blanco.

## Historia

### América de celeste y blanco
De acuerdo a las versiones históricas recuperadas, el América en sus inicios adoptó los colores blanco y azul, que correspondían a Racing Club de Argentina esto debido a la admiración que sintieron sus fundadores por la afamada Academia, las primeras camisetas fueron confeccionadas con telas cedidas por Serafín Fernández, eran blancas con bastones celestes tal cuál las de aquel equipo. 
Sobre 1926 usaron el rojo y el azul oscuro con camiseta totalmente roja y pantaloneta y medias azules.
Cuando en 1927 se hace la fundación oficial del equipo, se inicia jugando con la camiseta de bastones celeste y blanco, sin embargo, se dice que a raíz de una discusión interna de los jugadores, quien proveía los uniformes se los lleva, y se empieza a usar la camiseta roja acompañada de pantaloneta blanca.
En 1958 se hace un homenaje a este primer uniforme, y para la equipación de visitante se usa la camiseta con bastones celeste y blanco. Más tarde en 2022 la marca Umbro vuelve a repetir el homenaje a la camiseta de 1927 también como camiseta alternativa.
| 1927 |

| 1958 |

| 2022-I |

### América de rojo y blanco
Cuando pasó a llamarse América se definió como primer uniforme la camiseta roja y pantaloneta blanca, y como segundo la camiseta blanca con pantaloneta roja. Este uniforme se utilizó desde 1927 hasta 1930.
El primer uniforme alternativo que se recuerda es el que constaba de pantaloneta roja y camisa blanca.
| 1927 - 1930 |

Durante algunas torneos de los años 40 y 50 se utilizaron algunos modelos conmemorativos, entre ellos uno similar al uniforme alternativo de la selección Valle, camisa blanca con una banda roja descendente de izquierda a derecha y pantaloneta roja (en los torneos de 1950 a 1952), ese uniforme se relanzó en 1964 con la banda invertida de derecha a izquierda. En 1955, jugando tanto de local como de visitante, América lució en algunos partidos, camiseta blanca con rayas verticales rojas en pecho y espalda, pantaloneta roja. Pero este uniforme tampoco era novedad, pues los Diablos Rojos ya lo habían empleado en partidos del torneo de 1949.

### América totalmente rojo
En 1931 y después de un partido de baloncesto en Barranquilla, presenciado por el secretario de la delegación, Hernando Lenis, entre Unión de Colombia y los Diablos Rojos (uniformados de ese color), el América adoptó el nuevo tono que coincidía con el apelativo que se les había otorgado en Bogotá; existen varias versiones acerca del uso de este uniforme se afirma que fue primero en Medellín o que se compraron y se estrenaron en Cali. Desde esa fecha el América conserva el rojo y sólo lo alterna con el uniforme suplente cuando así es requerido por la reglamentación.
| Desde 1931 |

El primer arquero del América y también uno de los fundadores del club decía en alguna oportunidad que los primeros uniformes rojos fueron comprados en el almacén de deportes del señor Anzola, el único que había en Cali por aquella época, situado en la calle 13 entre carreras 8.ª y 9.ª
La primera camiseta del equipo que contó con patrocinador fue en la temporada 1981 siendo Pepsi el primer patrocinador del club, ese mismo año aparecería la primera indumentaria hecha por una empresa de ropa deportiva: Cuervo, marca colombiana que estuvo con el equipo finalizando 1981 y al comienzo de 1982. Más tarde en 1983 aparecería Adidas por primera vez como proveedor de indumentaria del club, en esa ocasión estuvo por 1 año, luego Adidas regresó desde 1985 y hasta principios de 1989 principalmente para las participaciones en la Copa Libertadores. La última ocasión en que Adidas vistió al América fue por 5 años desde 2014 hasta 2018.  Al América lo han patrocinado distintas marcas de indumentaria deportiva, como la marca inglesa Umbro en 1994 y 1995 y que reaparecería en 2019, también fue equipado por la empresa italiana Kappa, marca que diseñó la camiseta del club de 2000-II a 2003. Los ‘diablos rojos’ fueron vestidos por la marca brasileña Topper y por un breve tiempo lo hicieron Fila (1999) y Puma  (2011), en las temporada 2008 y 2009 América en convenio con FSS creó sus propias marcas de ropa e indumentaria América Sport Wear (AWS) y Nuevo América Sport (NAS), y en 2013 aparece la primera camiseta netamente diseñada por la hinchada, el diseño tiene detalles clásicos y frases como toques de lujo que componen esta prenda, en la espalda dice 'Pasión de un pueblo', marca que América registró como propia, en el cuello, sobre una franja blanca, aparece 'Pentacampeón solo hay uno', que recuerda que es el único equipo que ha ganado cinco veces consecutivas el torneo del fútbol profesional colombiano y en la parte de abajo, sobre el reverso, se intercala la palabra pentacampeón con el escudo. Para el segundo torneo de 2013 FSS realiza la encuesta a los hinchas para elegir entre varios diseños, el 17 de julio de 2013 se publica el diseño ganador.
A lo largo de la historia América ha tenido varios uniformes alternativos, principalmente blanco con vivos rojos, aunque también ha llegado a usar otros colores. 
En 1958 el equipo usó una vestimenta similar al del Racing de Argentina, como homenaje al primer uniforme que tuvo en sus primeros años de vida.
En general el América ha usado camiseta blanca cuando juega de visitante si el rival local utiliza uniforme rojo. Durante varios años la camiseta blanca se ha combinado con pantaloneta roja o blanca, así como medias rojas o blancas con el fin de ofrecer un mejor contraste cromático ante sus oponentes. A partir de 1992 se usó el uniforme visitante completamente blanco como alternativa. 
Como dato curioso, durante la era de Francisco Maturana al frente del equipo, el América como visitante jugaba de blanco en todas las ciudades de Colombia (cuando menos con la camiseta), excepto en los casos en que el contendor local tuviera igualmente camiseta blanca. 
En 1985 sucedió algo curioso: en un partido por Copa Libertadores, el América enfrentó a El Nacional ecuatoriano en el estadio quiteño Atahualpa. En aquel entonces Nacional tenía camiseta blanca, pantaloneta y medias rojas, por lo que el América debió jugar con camiseta roja, pantaloneta y medias blancas. Esta curiosa combinación de la indumentaria se repitió ante el mismo rival en la Copa Merconorte. Adicionalmente, en la primera fecha del Apertura de 2011, América jugó de visitante con Deportes Quindio utilizando camiseta roja y pantaloneta blanca.

### América de otros colores en equipaciones alternativas

#### Negro
En mayo de 2006 el América de Cali se constituyó en el primer equipo del torneo colombiano en inscribir una tercera indumentaria de competición: se trataba de un uniforme de color negro con los emblemas de algunos patrocinadores reconocidos como Playboy, aunque sólo se utilizó durante algunas fechas del Torneo Apertura, actualmente este uniforme es la segunda alternativa. El estreno oficial de la nueva vestimenta fue en El Campín ante Santa Fe, triunfando el América por 1-3. El nuevo uniforme causó críticas a favor y en contra, debido a que no era un color tradicional del equipo. Sin embargo desde esa temporada y hasta el presente, el negro se volvió la segunda alternativa. Para los años 2015, 2016 y 2017 se utilizó el negro como primera alternativa.
| 2006 |

#### Gris
En el año 2017 para el segundo semestre Adidas diseñó como alternativa un uniforme color gris con visos rojos, éste uniforme se usó también en el primer semestre de 2018.
| 2017 - 2018 |

#### Beige
Para el segundo semestre de 2022 el América de Cali inicia con Le Coq Sportif como proveedor de indumentaria, y para el uniforme alternativo se diseñó una camiseta con base en un color beige claro, ésta camiseta tenía estampado en el frente fotos de las nóminas campeonas con el equipo.
| 2022-II |

## Proveedores y patrocinadores
| Proveedores y patrocinadores | Proveedores y patrocinadores                                                                  | Proveedores y patrocinadores                                                                            | Proveedores y patrocinadores                                                                               | Proveedores y patrocinadores                                                                    |
| Período                      | Proveedor                                                                                     | Proveedor                                                                                               | Patrocinador principal                                                                                     | Patrocinadores secundarios                                                                      |
| ---------------------------- | --------------------------------------------------------------------------------------------- | --- | --- | ----------------------------------------------------------------------------------------------- |
| 1927-1980                    | Ninguno                                                                                       | Ninguno                                                                                                 | Ninguno | Ninguno                                                                                         |
| 1981                         |                                                                                               | Cuervo                                                                                                  | Bandera de Estados Unidos                                                                                  | Ninguno                                                                                         |
| 1982                         | Licorera del Valle (Con Aguardiente Blanco)                                                   | Cuervo                                                                                                  | | Ninguno                                                                                         |
| 1983                         | Ninguno                                                                                       | Ninguno                                                                                                 | Ninguno | Ninguno                                                                                         |
| 1984                         |                                                                                               | Willy Sports                                                                                            | (Para la Copa Libertadores)                                                                                | Ninguno                                                                                         |
| 1985                         |                                                                                               | Adidas                                                                                                  | Ninguno | Ninguno                                                                                         |
| 1986                         | [ 15 ]                                                                                        | Adidas                                                                                                  | | Ninguno                                                                                         |
| 1987                         | [ 15 ]                                                                                        | Adidas                                                                                                  | | Ninguno                                                                                         |
| 1988                         | [ 15 ]                                                                                        | Adidas                                                                                                  | Gaseosas Popular (Únicamente I Semestre Liga 1988)                                                         |                                                                                                 |
| 1989-1991                    | [ 15 ]                                                                                        | | La Gambeta                                                                                                 | Ninguno                                                                                         |
| 1991-1992                    | [ 15 ]                                                                                        | | Saeta | Ninguno                                                                                         |
| 1992-1993                    | [ 15 ]                                                                                        | | Torino | Ninguno                                                                                         |
| 1994                         | [ 15 ]                                                                                        | | Umbro | Ninguno                                                                                         |
| 1995 (I)                     | Bandera de Colombia                                                                           | Bancoquia                                                                                               | Umbro |                                                                                                 |
| 1995 (II)                    | Bandera de Colombia                                                                           | Bancoquia                                                                                               | | Torino                                                                                          |
| 1995 (III)                   | Bandera de Colombia                                                                           | Bancoquia                                                                                               | | Adidas                                                                                          |
| 1996 (I)                     | Bandera de Colombia                                                                           | Bancoquia                                                                                               | | Nanque                                                                                          |
| 1996 (II)                    | Bandera de Colombia                                                                           | Ninguno                                                                                                 | | Nanque                                                                                          |
| 1997                         |                                                                                               | Topper                                                                                                  | Bandera de Colombia                                                                                        | Bancoquia                                                                                       |
| 1998-1999                    | Ninguno                                                                                       | Topper                                                                                                  | Bandera de Colombia                                                                                        |                                                                                                 |
| 1999                         | Ninguno                                                                                       | | Bandera de Colombia                                                                                        | Fila                                                                                            |
| 2000                         | Ninguno                                                                                       | | Lusti | Bandera de Colombia                                                                             |
| 2000-II                      | Ninguno                                                                                       | | Kappa | Bandera de Colombia                                                                             |
| 2001-2002                    | Ninguno                                                                                       | Bandera de Corea del Sur                                                                                | Kappa |                                                                                                 |
| 2003                         | Ninguno                                                                                       | Bandera de Corea del Sur                                                                                | Kappa |                                                                                                 |
| 2004-2005                    | Ninguno                                                                                       | | Keuka | Ninguno                                                                                         |
| 2006-I                       | [ 18 ]                                                                                        | Zona Deportiva Visión Satélite                                                                          | Keuka |                                                                                                 |
| 2007-II                      | Licorera del Valle (Cuadrangular Semifinal)                                                   | Visión Satélite                                                                                         | Keuka |                                                                                                 |
| 2008-I                       |                                                                                               | ASW | Licorera del Valle                                                                                         | Apuestas Gane                                                                                   |
| 2008-II                      | Ninguno                                                                                       | ASW | | Apuestas Gane                                                                                   |
| 2009-I                       |                                                                                               | NAS | Megaware, Dellavia Pneus, wizard (Copa Libertadores)                                                       | Apuestas Gane                                                                                   |
| 2009-II                      |                                                                                               | NAS | Megaware, Dellavia Pneus, wizard (Copa Libertadores)                                                       | Apuestas Gane                                                                                   |
| 2010-I                       |                                                                                               | Saeta                                                                                                   | Licorera del Valle                                                                                         | Bandera de Colombia                                                                             |
| 2010-II                      | Motos Jialing Nuevo América S.A.                                                              | Saeta                                                                                                   | Bandera de Colombia · Bandera de Colombia                                                                  |                                                                                                 |
| 2011-I                       |                                                                                               | Puma | Alcaldía de Cali, Nuevo América S.A.                                                                       | Office Depot, Megaplex                                                                          |
| 2011-II                      |                                                                                               | FSS | Ninguno | Bandera de Colombia                                                                             |
| 2012-I                       | Alcaldía de Cali                                                                              | FSS | La Salud Plus Droguerías                                                                                   |                                                                                                 |
| 2012-II                      | Kola Granulada MK (Final de Ascenso), Jaramillo Mora S.A., Gandini & Orozco Ltda. (Promoción) | FSS | La Salud Plus Droguerías                                                                                   |                                                                                                 |
| 2013-I                       | Alcaldía de Cali                                                                              | FSS | Ninguno |                                                                                                 |
| 2013-II                      | Bandera de Colombia                                                                           | FSS | Ninguno |                                                                                                 |
| 2014                         |                                                                                               | Adidas                                                                                                  | Ninguno | Licorera del Valle                                                                              |
| 2015                         | [ 27 ]                                                                                        | Adidas                                                                                                  | Supermercados La Gran Colombia                                                                             |                                                                                                 |
| 2016                         | [ 28 ]                                                                                        | Adidas                                                                                                  | Supermercados Super Inter Coordinadora Lotería del Valle Aguardiente Blanco del Valle Sócrates Valencia FC |                                                                                                 |
| 2017                         | [ 28 ]                                                                                        | Adidas                                                                                                  | Supermercados Super Inter Alquería Coordinadora Cliff Lotería del Valle                                    |                                                                                                 |
| 2018                         | [ 28 ]                                                                                        | Adidas                                                                                                  | Supermercados Super Inter Alquería Lotería del Valle                                                       |                                                                                                 |
| 2019                         | [ 28 ]                                                                                        | | Umbro | Supermercados Super Inter Solare Sai Eco Hotel Lotería del Valle Industria de Licores del Valle |
| 2020                         | [ 28 ]                                                                                        | Supermercados Super Inter Solare Sai Eco Hotel Kairos Relojes Lotería del Valle                         | Umbro |                                                                                                 |
| 2021                         | [ 28 ]                                                                                        | Supermercados Super Inter Solare Sai Eco Hotel Kairos Relojes La Montaña Agromercados Lotería del Valle | Umbro |                                                                                                 |
| 2022-I                       | [ 28 ]                                                                                        | Solare Sai Eco Hotel Kairos Relojes La Montaña Agromercados Aguardiente Caucano                         | Umbro |                                                                                                 |
| 2022-II                      | [ 28 ]                                                                                        | Solare Sai Eco Hotel Kairos Relojes La Montaña Agromercados Aguardiente Caucano                         | Le Coq Sportif                                                                                             | Le Coq Sportif                                                                                  |
| 2023-I                       | Bandera de Colombia · Bandera de Colombia                                                     | Solare Sai Eco Hotel La Montaña Agromercados                                                            | Le Coq Sportif                                                                                             | Le Coq Sportif                                                                                  |
| 2023-II                      | Bandera de Colombia · Bandera de Colombia                                                     | Cosenza Constructora Solare Sai Eco Hotel La Montaña Agromercados Lagos de Maracaibo Condominio         | Le Coq Sportif                                                                                             | Le Coq Sportif                                                                                  |
| 2024-I                       | Bandera de Colombia · Bandera de Colombia                                                     | Golty La Montaña Agromercados Electrolit Events                                                         | Le Coq Sportif                                                                                             | Le Coq Sportif                                                                                  |
| 2024-II                      | Bandera de Colombia · Bandera de Colombia                                                     | Golty La Montaña Agromercados Electrolit Events                                                         | Le Coq Sportif                                                                                             | Le Coq Sportif                                                                                  |
| 2025-I                       | Bandera de Colombia · Bandera de Colombia                                                     | La Montaña Agromercados Electrolit Events Emcali Aguardiente Blanco del Valle                           | Le Coq Sportif                                                                                             | Le Coq Sportif                                                                                  |

## Cronología de la camiseta
| Cronología camiseta América de Cali | Cronología camiseta América de Cali | Cronología camiseta América de Cali | Cronología camiseta América de Cali |
| ----------------------------------- | ----------------------------------- | ----------------------------------- | ----------------------------------- |
| Era amateur                         |                                     |                                     |                                     |
| Sin proveedor                       | Sin proveedor                       | 1918-1925                           | 1918-1925                           |
|                                     |                                     |                                     |                                     |
| Titular                             | Alternativas                        | Alternativas                        | Arquero                             |
| Sin proveedor                       | Sin proveedor                       | 1926                                | 1926                                |
|                                     |                                     |                                     |                                     |
| Titular                             | Alternativas                        | Alternativas                        | Arquero                             |
| 1927 Fundación oficial              |                                     |                                     |                                     |
| Sin proveedor                       | Sin proveedor                       | 1927                                | 1927                                |
|                                     |                                     |                                     |                                     |
| Titular                             | Alternativas                        | Alternativas                        | Arquero                             |
| Sin proveedor                       | Sin proveedor                       | 1927-1930                           | 1927-1930                           |
|                                     |                                     |                                     |                                     |
| Titular                             | Alternativas                        | Alternativas                        | Arquero                             |
| Sin proveedor                       | Sin proveedor                       | 1931-1948                           | 1931-1948                           |
|                                     |                                     |                                     |                                     |
| Titular                             | Alternativas                        | Alternativas                        | Arquero                             |
| Sin proveedor                       | Sin proveedor                       | 1949                                | 1949                                |
|                                     |                                     |                                     |                                     |
| Titular                             | Alternativas                        | Alternativas                        | Arquero                             |
| Sin proveedor                       | Sin proveedor                       | 1950-1952                           | 1950-1952                           |
|                                     |                                     |                                     |                                     |
| Titular                             | Alternativas                        | Alternativas                        | Arquero                             |
| Sin proveedor                       | Sin proveedor                       | 1953-1954                           | 1953-1954                           |
|                                     |                                     |                                     |                                     |
| Titular                             | Alternativas                        | Alternativas                        | Arquero                             |
| Sin proveedor                       | Sin proveedor                       | 1955                                | 1955                                |
|                                     |                                     |                                     |                                     |
| Titular                             | Alternativas                        | Alternativas                        | Arquero                             |
| Sin proveedor                       | Sin proveedor                       | 1956-1957                           | 1956-1957                           |
|                                     |                                     |                                     |                                     |
| Titular                             | Alternativas                        | Alternativas                        | Arquero                             |
| Sin proveedor                       | Sin proveedor                       | 1958                                | 1958                                |
|                                     |                                     |                                     |                                     |
| Titular                             | Alternativas                        | Alternativas                        | Arquero                             |
| Sin proveedor                       | Sin proveedor                       | 1959-1980                           | 1959-1980                           |
|                                     |                                     |                                     |                                     |
| Titular                             | Alternativas                        | Alternativas                        | Arquero                             |
| Cuervo                              | Cuervo                              | 1981-1982                           | 1981-1982                           |
|                                     |                                     |                                     |                                     |
| Titular                             | Alternativas                        | Alternativas                        | Arquero                             |
| Adidas                              | Adidas                              | 1983                                | 1983                                |
|                                     |                                     |                                     |                                     |
| Titular                             | Alternativas                        | Alternativas                        | Arquero                             |
| Willy Sports                        | Willy Sports                        | 1984                                | 1984                                |
|                                     |                                     |                                     |                                     |
| Titular                             | Alternativas                        | Alternativas                        | Arquero Escudo Falcioni             |
| Adidas                              | Adidas                              | 1985                                | 1985                                |
|                                     |                                     |                                     |                                     |
| Titular                             | Alternativas                        | Alternativas                        | Arquero Escudo Falcioni             |
| Adidas                              | Adidas                              | 1986-1988                           | 1986-1988                           |
|                                     |                                     |                                     |                                     |
| Titular                             | Alternativas                        | Alternativas                        | Arquero Escudo Falcioni             |
| Umbro                               | Umbro                               | 1994-1995-I                         | 1994-1995-I                         |
|                                     |                                     |                                     |                                     |
| Titular                             | Alternativas                        | Alternativas                        | Arquero                             |
| Adidas                              | Adidas                              | 1995-II                             | 1995-II                             |
|                                     |                                     |                                     |                                     |
| Titular                             | Alternativas                        | Alternativas                        | Arquero                             |
| Nanque                              | Nanque                              | 1996                                | 1996                                |
|                                     |                                     |                                     |                                     |
| Titular                             | Alternativas                        | Alternativas                        | Arquero                             |
| Topper                              | Topper                              | 1997-1998                           | 1997-1998                           |
|                                     |                                     |                                     |                                     |
| Titular                             | Alternativas                        | Alternativas                        | Arquero                             |
| Fila                                | Fila                                | 1999                                | 1999                                |
|                                     |                                     |                                     |                                     |
| Titular                             | Alternativas                        | Alternativas                        | Arquero                             |
| Kappa                               | Kappa                               | 2000                                | 2000                                |
|                                     |                                     |                                     |                                     |
| Titular                             | Alternativas                        | Alternativas                        | Arquero                             |
| Kappa                               | Kappa                               | 2001                                | 2001                                |
|                                     |                                     |                                     |                                     |
| Titular                             | Alternativas                        | Alternativas                        | Arquero                             |
| Kappa                               | Kappa                               | 2002                                | 2002                                |
|                                     |                                     |                                     |                                     |
| Titular                             | Alternativas                        | Alternativas                        | Arquero                             |
| Kappa                               | Kappa                               | 2003                                | 2003                                |
|                                     |                                     |                                     |                                     |
| Titular                             | Alternativas                        | Alternativas                        | Arquero                             |
| Keuka                               | Keuka                               | 2004-2005                           | 2004-2005                           |
|                                     |                                     |                                     |                                     |
| Titular                             | Alternativas                        | Alternativas                        | Arquero                             |
| Keuka                               | Keuka                               | 2006                                | 2006                                |
|                                     |                                     |                                     |                                     |
| Titular                             | Alternativas                        | Alternativas                        | Arquero                             |
| Keuka                               | Keuka                               | 2007                                | 2007                                |
|                                     |                                     |                                     |                                     |
| Titular                             | Alternativas                        | Alternativas                        | Arquero                             |
| ASW                                 | ASW                                 | 2008                                | 2008                                |
|                                     |                                     |                                     |                                     |
| Titular                             | Alternativas                        | Alternativas                        | Arquero                             |
| NAS                                 | NAS                                 | 2009 I                              | 2009 I                              |
|                                     |                                     |                                     |                                     |
| Titular                             | Alternativas                        | Alternativas                        | Arquero                             |
| NAS                                 | NAS                                 | 2009 II                             | 2009 II                             |
|                                     |                                     |                                     |                                     |
| Titular                             | Alternativas                        | Alternativas                        | Arquero                             |
| NAS                                 | NAS                                 | Edición Especial 2009 II            | Edición Especial 2009 II            |
|                                     |                                     |                                     |                                     |
| Titular                             | Alternativas                        | Alternativas                        | Arquero                             |
| Saeta                               | Saeta                               | 2010                                | 2010                                |
|                                     |                                     |                                     |                                     |
| Titular                             | Alternativas                        | Alternativas                        | Arquero                             |
| Puma                                | Puma                                | 2011 I                              | 2011 I                              |
|                                     |                                     |                                     |                                     |
| Titular                             | Alternativas                        | Alternativas                        | Arquero                             |
| FSS                                 | FSS                                 | 2011 II                             | 2011 II                             |
|                                     |                                     |                                     |                                     |
| Titular                             | Alternativas                        | Alternativas                        | Arquero                             |
| FSS                                 | FSS                                 | 2012-I                              | 2012-I                              |
|                                     |                                     |                                     |                                     |
| Titular                             | Alternativas                        | Alternativas                        | Arquero                             |
| FSS                                 | FSS                                 | 2012-II                             | 2012-II                             |
|                                     |                                     |                                     |                                     |
| Titular                             | Alternativas                        | Alternativas                        | Arquero                             |
| FSS                                 | FSS                                 | 2013-I                              | 2013-I                              |
|                                     |                                     |                                     |                                     |
| Titular                             | Alternativas                        | Alternativas                        | Arquero                             |
| FSS                                 | FSS                                 | 2013-II                             | 2013-II                             |
|                                     |                                     |                                     |                                     |
| Titular                             | Alternativas                        | Alternativas                        | Arquero                             |
| Adidas                              | Adidas                              | (Provisional)2014                   | (Provisional)2014                   |
|                                     |                                     |                                     |                                     |
| Titular                             | Alternativas                        | Alternativas                        | Arquero                             |
| Adidas                              | Adidas                              | 2014                                | 2014                                |
|                                     |                                     |                                     |                                     |
| Titular                             | Alternativas                        | Alternativas                        | Arquero                             |
| Adidas                              | Adidas                              | 2015                                | 2015                                |
|                                     |                                     |                                     |                                     |
| Titular                             | Alternativas                        | Alternativas                        | Arquero                             |
| Adidas                              | Adidas                              | 2016                                | 2016                                |
|                                     |                                     |                                     |                                     |
| Titular                             | Alternativas                        | Alternativas                        | Arquero                             |
| Adidas                              | Adidas                              | 2017-I                              | 2017-I                              |
|                                     |                                     |                                     |                                     |
| Titular                             | Alternativas                        | Alternativas                        | Arquero                             |
| Adidas                              | Adidas                              | 2017-II                             | 2017-II                             |
|                                     |                                     |                                     |                                     |
| Titular                             | Alternativas                        | Alternativas                        | Arquero                             |
| Adidas                              | Adidas                              | 2018-I                              | 2018-I                              |
|                                     |                                     |                                     |                                     |
| Titular                             | Alternativas                        | Alternativas                        | Arquero                             |
| Adidas                              | Adidas                              | 2018-II                             | 2018-II                             |
|                                     |                                     |                                     |                                     |
| Titular                             | Alternativas                        | Alternativas                        | Arquero                             |
| Umbro                               | Umbro                               | (Provisional) 2019-I                | (Provisional) 2019-I                |
|                                     |                                     |                                     |                                     |
| Titular                             | Alternativas                        | Alternativas                        | Arquero                             |
| Umbro                               | Umbro                               | (Escudo con la A) 2019-I            | (Escudo con la A) 2019-I            |
|                                     |                                     |                                     |                                     |
| Titular                             | Alternativas                        | Alternativas                        | Arquero                             |
| Umbro                               | Umbro                               | (Escudo con el diablo) 2019-II      | (Escudo con el diablo) 2019-II      |
|                                     |                                     |                                     |                                     |
| Titular                             | Alternativas                        | Alternativas                        | Arquero                             |
| Umbro                               | Umbro                               | 2019-II - 2020-I                    | 2019-II - 2020-I                    |
|                                     |                                     |                                     |                                     |
| Titular                             | Alternativas                        | Alternativas                        | Arquero                             |
| Umbro                               | Umbro                               | 2020-II                             | 2020-II                             |
|                                     |                                     |                                     |                                     |
| Titular                             | Alternativas                        | Alternativas                        | Arquero                             |
| Umbro                               | Umbro                               | 2021-I                              | 2021-I                              |
|                                     |                                     |                                     |                                     |
| Titular                             | Alternativas                        | Alternativas                        | Arquero                             |
| Umbro                               | Umbro                               | 2021-II                             | 2021-II                             |
|                                     |                                     |                                     |                                     |
| Titular                             | Alternativas                        | Alternativas                        | Arquero                             |
| Umbro                               | Umbro                               | 2022-I                              | 2022-I                              |
|                                     |                                     |                                     |                                     |
| Titular                             | Alternativas                        | Alternativas                        | Arquero                             |
| Le Coq Sportif                      | Le Coq Sportif                      | 2022-II                             | 2022-II                             |
|                                     |                                     |                                     |                                     |
| Titular                             | Alternativas                        | Alternativas                        | Arquero Escudo Falcioni             |
| Le Coq Sportif                      | Le Coq Sportif                      | 2023-I                              | 2023-I                              |
|                                     |                                     |                                     |                                     |
| Titular                             | Alternativas                        | Alternativas                        | Arquero                             |
| Le Coq Sportif                      | Le Coq Sportif                      | 2023-II - 2024-I                    | 2023-II - 2024-I                    |
|                                     |                                     |                                     |                                     |
| Titular                             | Alternativas                        | Alternativas                        | Arquero                             |
| Le Coq Sportif                      | Le Coq Sportif                      | 2024-II - 2025-I                    | 2024-II - 2025-I                    |
|                                     |                                     |                                     |                                     |
| Titular                             | Alternativas                        | Alternativas                        | Arquero                             |

## Anexos
| Competiciones nacionales                                      | Competiciones internacionales           | Anexos                                                                         | Datos                                                                 |
| ------------------------------------------------------------- | --------------------------------------- | ------------------------------------------------------------------------------ | --------------------------------------------------------------------- |
| - Categoría Primera A - Copa Colombia - Superliga de Colombia | - Copa Libertadores - Copa Sudamericana | - Presidentes - Entrenadores - Uniforme - Divisiones menores - Equipo Femenino | - Estadísticas - América en Copa Libertadores - Datos internacionales |